# Émile Dufay-Lamy
Émile Joseph Dufay-Lamy (Reims, 12 mars 1868 - Monte-Carlo, 16 septembre 1945) est un architecte français.

## Biographie
Il est né à Reims le 12 mars 1868. 
Elève de Thurot.
Il travaillait en collaboration avec le cabinet Lamy à partir de 1896 et en prit la succession en 1899. 
Partisan actif lors de la reconstruction de Reims, il déposait, avec l'O.C.A. 143 permis de construire pour des maisons de la ville.

## Œuvres
- le 14 rue Carnot (Reims) dans le Quartier des banques à Reims : ancien conservatoire municipal de musique (aujourd'hui Caisse d'épargne) réalisé entre 1922 et 1924 avec en frontispice quatre statues mythologiques de Louis-Aimé Lejeune.
- le 2 rue Thiers (Reims),
- Cours Jean-Baptiste Langlet :
  - le 4,
  - Le 51-53 ;
- boulevard Lundy :
  - Hôtel François,
  - Hôtel Pigeon ;
- Galeries Lafayette (Reims) avec Jean Marcel Auburtin;
- cité jardin du chemin vert.
- Les deux premiers bâtiments des Docks rémois au Petit-bétheny.
- Au 6 rue du Lieutenant-Herduin, la maison diocésaine et sa chapelle.
- AU 1 de la rue Féry, le FOyer st-Remi.
- La Maison du Cercle de l'abbé de l'Epée, 144 rue des Capucins, construit à la demande d'Emile Mercier, fils d'Eugène Mercier et de Jules Pron en 1895.

## Galerie

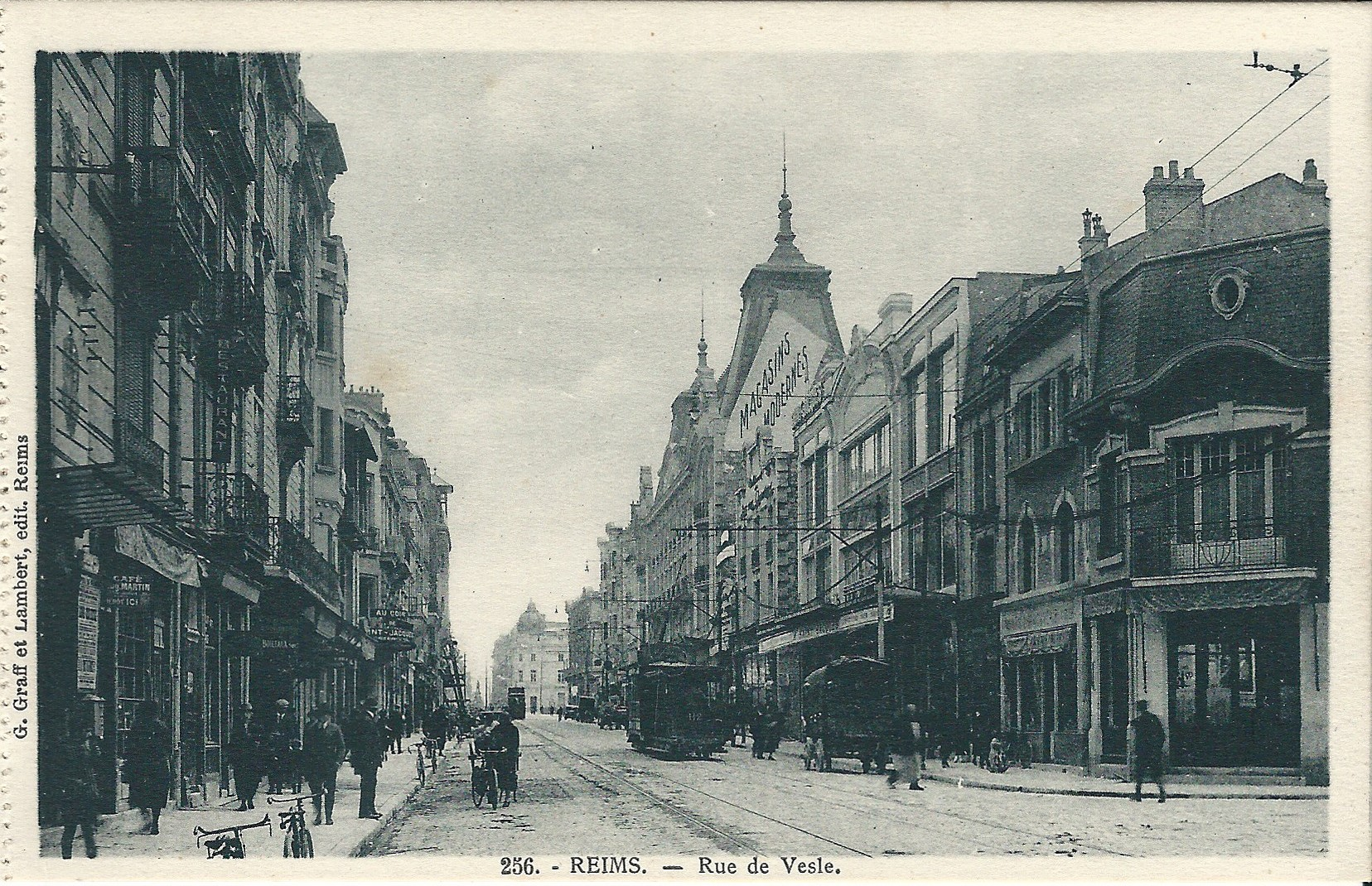
Grand Bazar
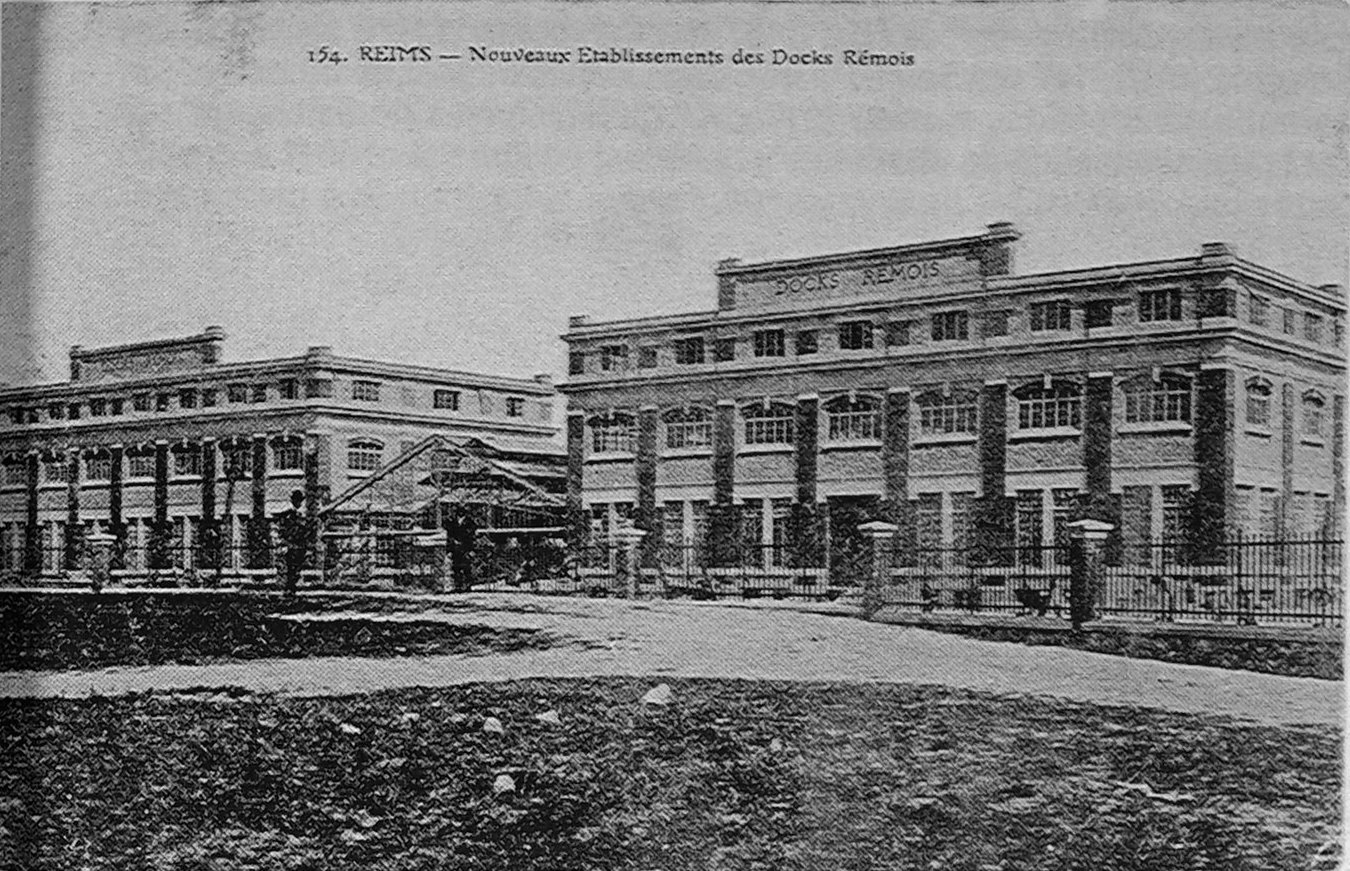
Docks-Rémois
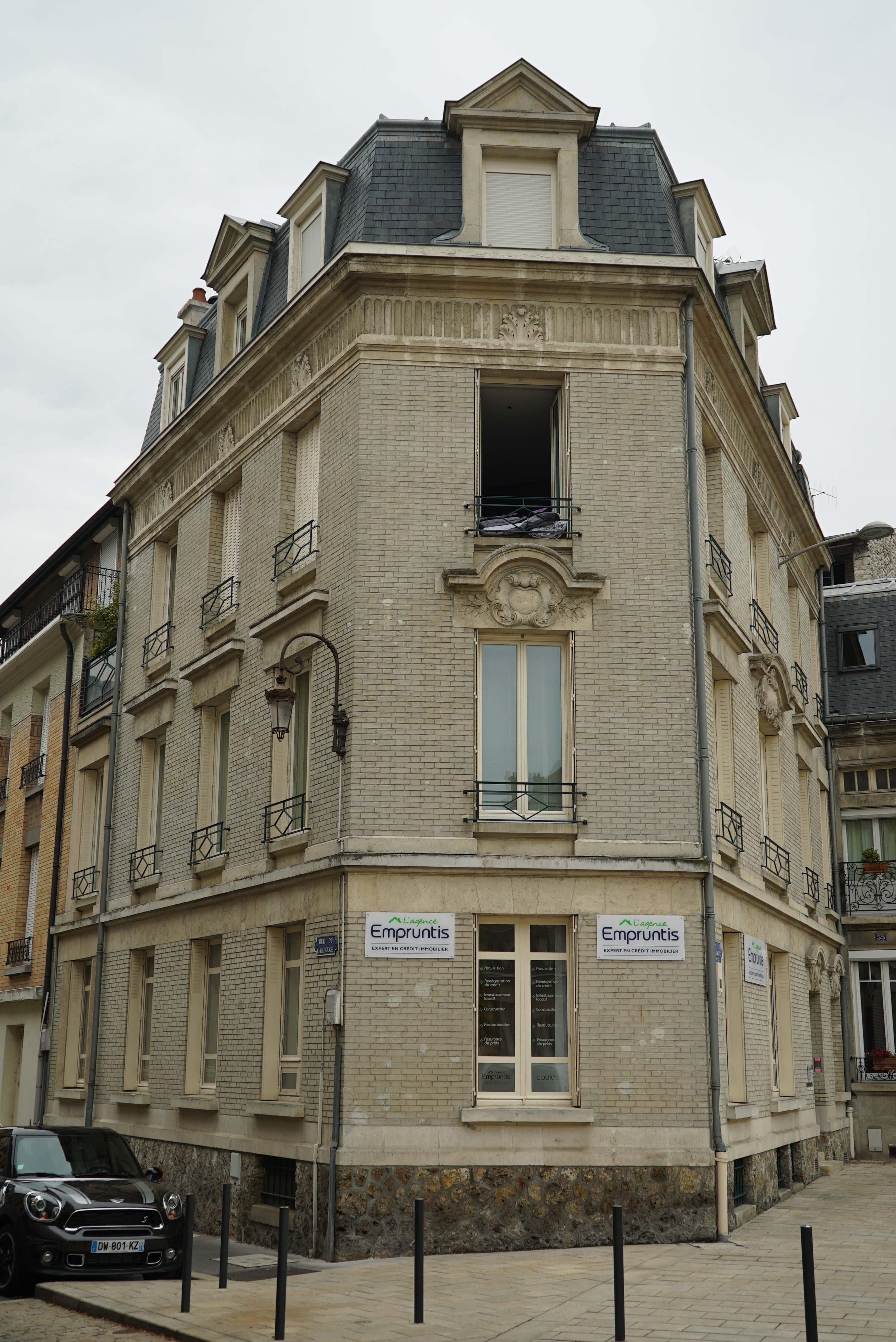
Immeuble 51-53 cours Langlet
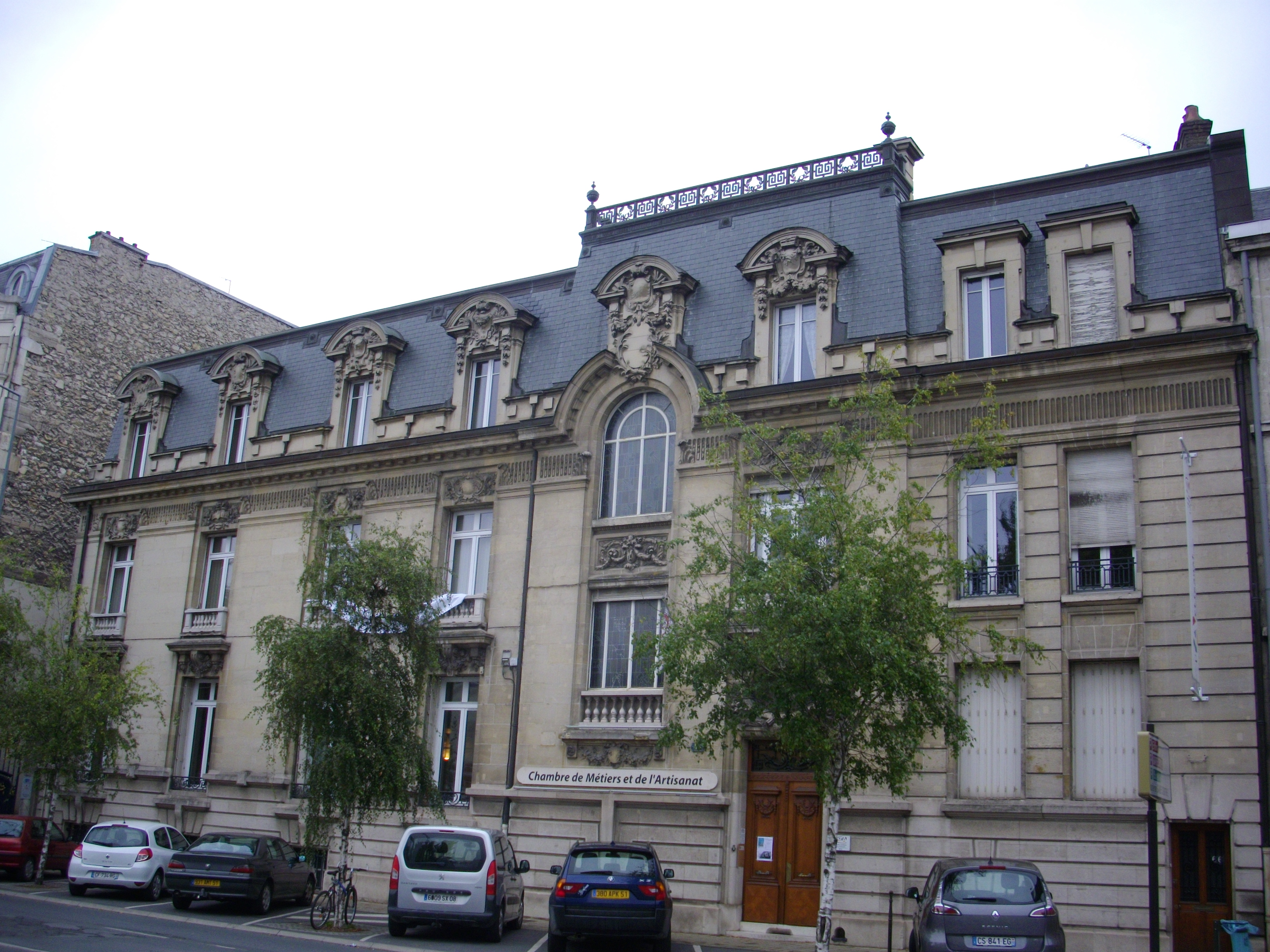
Hôtel François